# Nikolái Kartashov
Nikolái Kartashov (del ruso: Николай Григорьевич Карташов) (Tomsk, 26 de diciembre de 1926 - Tomsk, 11 de junio de 2014) fue un futbolista ruso que jugaba en la demarcación de portero.

## Biografía
Tras finalizar la Segunda Guerra Mundial, empezó su carrera futbolístia con el FC Lokomotiv Moscú, posteriormente el FC Dinamo Moscú, FC Torpedo Moscú, y finalmente en el FC Tom Tomsk, club donde despuntó más como guardameta desde 1957, año en el que se fundó el equipo. Empezó siendo segundo portero del equipo, aunque se consolidó posteriormente como el primer portero del club hasta 1963, año en el que se retiró como futbolista.
Falleció el 11 de junio de 2014 en Tomsk a los 87 años de edad, momento hasta el que fue el futbolista más antiguo del Tom Tomsk.

## Clubes
| Club               | País          | Año         |
| ------------------ | ------------- | ----------- |
| FC Lokomotiv Moscú | RSFS de Rusia | 1946 - 1948 |
| FC Dinamo Moscú    | RSFS de Rusia | 1948 - 1954 |
| FC Torpedo Moscú   | RSFS de Rusia | 1954 - 1957 |
| FC Tom Tomsk       | RSFS de Rusia | 1957 - 1963 |